# بريمج إشارة مرجعية

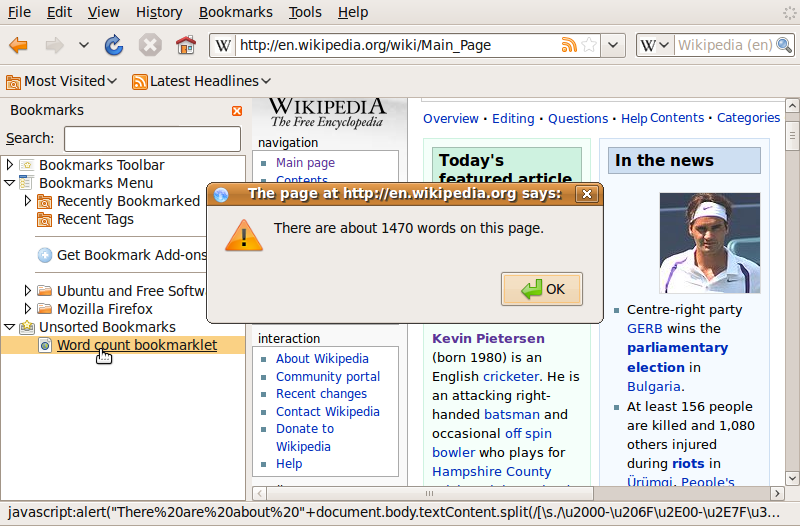

بريمج الإشارة المرجعية هو بريمج صغير يبرمج بالجافا سكربت ويخزن على شكل إشارات مرجعية في المتصفح أو على شكل روابط في صفحات الويب.

## مثال
هذا المثال يقوم بعمل بحث في الويكبيديا لأي كلمة يتم تظليلها ويعمل على فايرفوكس وجوجل كروم وسفاري وأوبرا ولكنه لايعمل على أنترنت أكسبلورر 7 و8
```
<syntaxhighlight lang="javascript" inline>
javascript:function se(d) {return d.selection ? d.selection.createRange().text : d.getSelection()} s = se(document); for (i=0; i<frames.length && !s; i++) s = se(frames[i].document); if (!s || s=='') s = prompt('اكتب كلمة ليبحث عنها',''); open('http://ar.wikipedia.org' + (s ? '/w/index.php?title=Special:Search&search=' + encodeURIComponent(s) : '')).focus();
</syntaxhighlight>
```